# Mermentau
Mermentau es una villa ubicada en la parroquia de Acadia en el estado estadounidense de Luisiana. En el Censo de 2010 tenía una población de 661 habitantes y una densidad poblacional de 110,96 personas por km².

## Geografía
Mermentau se encuentra ubicada en las coordenadas 30°11′17″N 92°35′2″O / 30.18806, -92.58389. Según la Oficina del Censo de los Estados Unidos, Mermentau tiene una superficie total de 5.96 km², de la cual 5.52 km² corresponden a tierra firme y 0.44 km² (7.39 %) es agua.

## Demografía
Según el censo de 2010, había 661 personas residiendo en Mermentau. La densidad de población era de 110,96 hab./km². De los 661 habitantes, Mermentau estaba compuesto por el 87.9 % blancos, el 9.08 % eran afroamericanos, el 0.45 % eran amerindios, el 0.15 % eran asiáticos, el 0 % eran isleños del Pacífico, el 0.3 % eran de otras razas y el 2.12 % pertenecían a dos o más razas. Del total de la población el 0.91 % eran hispanos o latinos de cualquier raza.